# Delanymyinae
Sous-famille
Les Delanymyinae sont une sous-famille de rongeurs appartenant à la famille des Nésomydés.

## Liste des genres
Selon Mammal Species of the World (version 3, 2005)  (30 mai 2016) et ITIS (30 mai 2016) :
- genre Delanymys
  - Delanymys brooksi